# Muddi og Salamidrengene
Muddi og Salamidrengene er et dansk børneband, der blev skabt i år 1990.
Gruppen består af medlemmerne: Forsangeren Muddi, Louis Louis, Per Syvspring og Sømand. I virkeligheden bor de alle sammen i Østjylland, hvor de primært har spillet.
Deres første plade, der bare havde titlen Muddi og Salamidrengene udkom i år 1994. Efterfølgende er otte andre plader plus et kompilationsalbum udgivet.

## Diskografi
- Muddi og Salamidrengene (1994)
- Jorden rundt (1995)
- Bahaja-bahula (1996)
- Salami twist (1998)
- Vrik med numsen (1999)
- Under den blå kasket (2000)
- Sæbe i mit øje (2001)
- Juletosset (2003)
- Greatest (2005)
- Op på tæerne - opsamlingsalbum (2007)
- 10'eren (2008)